# Ciudad Real Madrid
La Ciudad Real Madrid (Ciutat Reial Madrid en català) és el conjunt d'instal·lacions esportives del Reial Madrid Club de Futbol construïdes als afores de Madrid a prop de l'aeroport de Barajas, dins del Parque de Valdebebas, i inaugurades l'any 2005.
Té una superfície d'1.200.000 metres quadrats, on s'inclouen deu camps de futbol. Set d'aquests són per a les categories inferiors, dos de gespa natural i els altres d'artificial. Cada un té la seva graderia pròpia. El primer equip gaudeix de tres camps d'entrenament, a la part alta de la ciutat. La gespa natural és la mateixa de l'estadi Santiago Bernabéu, i prové dels Països Baixos. També s'hi ha construït un estadi de futbol, l'Alfredo Di Stéfano, on juga el Reial Madrid Castella. Hi ha una estació meteorològica que controla els sistemes de regadiu, que sempre empraran aigua reutilitzada.
Al costat dels camps d'entrenament de la primera plantilla, s'ubica un centre mèdic, on treballen els serveis mèdics del club. Hi ha una sala de fisioterapia i una d'hidroteràpia.
Hi ha construïdes 1.125 places d'aparcament i un circuit de footing 6,4 quilòmetres.
La primera fase es va inaugurar al setembre del 2005, amb els camps d'entrenament i de futbol base, i l'edifici central de la ciutat.
El 9 de maig del 2006 es va inaugurar l'estadi Alfredo Di Stéfano, amb capacitat actual de sis mil aficionats. A l'última fase es preveu la capacitat de 27.000 espectadors.
Actualment, s'hi entrenen totes les categories de futbol de l'entitat madridista i hi juga el futbol base, els juvenils i el Reial Madrid Castella. El primer equip juga a l'estadi Santiago Bernabéu.